# Slaget om Artasjat

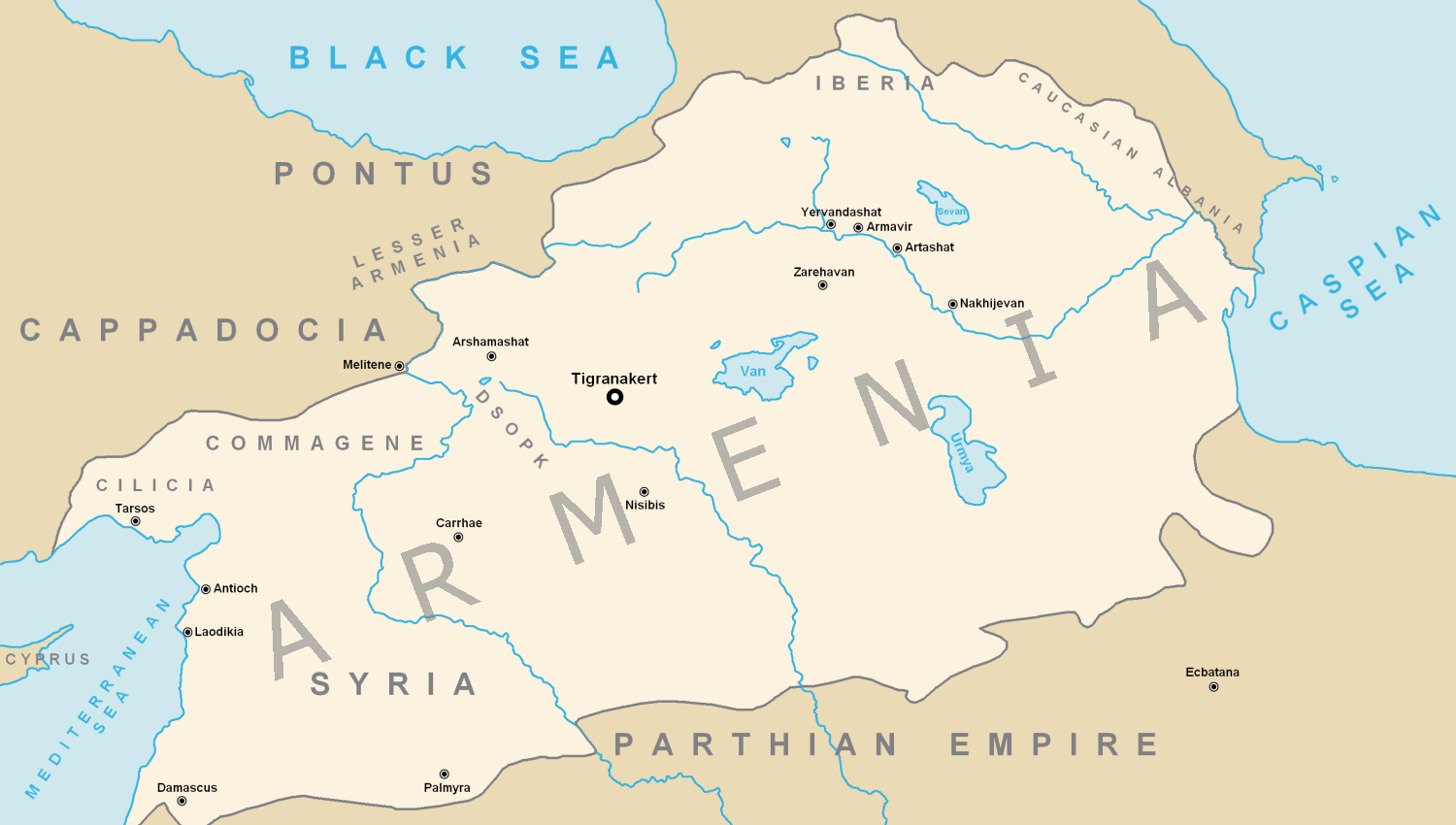
Tigranes II:s rike omkring 80 f.Kr.

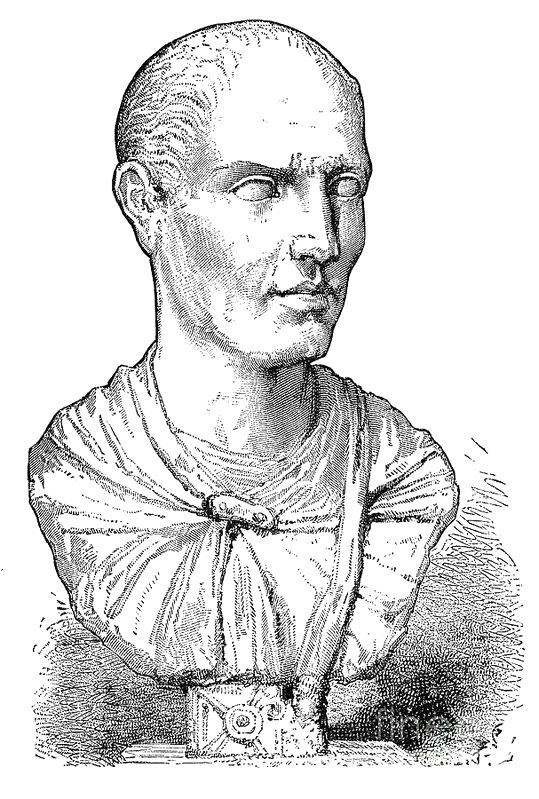
Lucius Licinius Lucullus, härförare för den romerska armén

Slaget om Artasjat, eller Slaget vid Arsanias, nära floden Arsanias, stod år 68 f.Kr. mellan Republiken Rom och Kungariket Armenien. Romarna leddes av konsuln Lucius Licinius Lucullus och armenierna av kung Tigranes II, som bistods av kung Mithridates VI av Pontus. Romarma vann, men kunde inte utnyttja sitt övertag, eftersom soldaterna gjorde myteri.
Slaget var den del av tredje mithridatiska kriget som utkämpades mellan romerska riket och Mithridates av Pontus, vars dotter Cleopatra var gift med Armeniens kung Tigranes II.

## Bakgrund
Kungariket Armenien hade under Tigranes II skaffat sig hegemoni i regionen. Denna bröts under det tredje av de romersk-mithridadiska krigen, då Tigranes blev inblandad via sin allierade och svärfar, kung Mithradadas VI av Pontus, som sökt skydd i Tigranakert. Den romerske härföraren Lucullus sände en ambassadör vid namn Appius Claudius med begäran att Tigranes skulle överlämna sin svärfar. När Tigranes vägrade, invaderade Lucullus Armenien, utan att ha fått mandat från Senaten i Rom.
Tigran, som styrde från sin nyuppförda huvudstad Tigranakert sommaren 69, skickade en kavalleristyrka på 2.000-3.000 man för att bromsa Lucullus snabba framryckning i Armenien, men denna tillintetgjordes av det romerska kavalleriet. Staden Tigranakert, som var kraftigt befäst, belägrades, men romarna hade inte möjlighet att inta den. Tigris, som disponerade en kvantitativt överlägsen armé, konfronterade de romerska styrkorna strax sydväst om staden. Där utspelade sig den 6 oktober år 69 före Kristus Slaget vid Tigranakert. Lucullus gjorde en omfattningsmanöver efter en vadning över floden för att angripa Tigrans högra flygel i ryggen och bakom, och över, en kulle. Han ledde själv denna manöver till fots. Lucullus anföll därefter nedför kullen mot katafrakterna, som överraskades och kom i oordning och flydde genom de egna leden fotsoldater. Tigranes II flydde och den armeniska armén upplöstes.

## Slaget vid Artasjat
Medan Tigranakert år 69 var Tigrans nya huvudstad under uppbyggnad, huserade kungafamiljen fortfarande i den tidigare huvudstaden Artasjat, som låg i den östra delen av det ursprungliga området i Tigris rike: Större Armenien. Lucullus tågade ditåt, vilket föranledde Tigranes att söka genskjuta honom. Arméerna möttes vid floden Arsanias nordöst om Vansjön, några dagsmarscher från Artasjat. Lucullus vann slaget utan större problem, men kunde inte utnyttja segern och inta Artasjat. Hans romerska legionärer vägrade att fortsätta marschen vidare efter att ha tågat 1.500 kilometer. I stället gick den romerska armén i vinterkvarter i staden Nisibis och skickades året därpå hem. Lucullus ersattes som härförare av Pompejus, som med en ny armé fullföljde kampanjen mot Tigranes II. Denne besegrades, men fick fortsätta styra Armenien som vasall till den romerska republiken.